# Ripe San Ginesio
Ripe San Ginesio là một đô thị ở tỉnh Macerata ở vùng Marche, có vị trí cách khoảng 50 km về phía nam của Ancona và khoảng 20 km về phía tây nam của Macerata. Tại thời điểm ngày 31 tháng 12 năm 2004, đô thị này có dân số 817 người và diện tích là 10,1 km².
Ripe San Ginesio giáp các đô thị: Colmurano, Loro Piceno, San Ginesio, Sant'Angelo in Pontano.